# Хвіст (фільм)
«Хвіст» (норв. Thale) — кінофільм режисера Александера Нордоса, що вийшов на екрани в 2012 році.

## Зміст
Вона живе в лісі. Прекрасна дівчина, яка здатна за секунду завоювати серце будь-якого чоловіка. Ніхто не в змозі чинити опір її чарам, але поступитися покликом значить підписати собі смертний вирок. Є тільки невеликий шанс усвідомити, що прекрасна німфа насправді кровожерливе чудовисько, яке зовсім не є людиною.

## Ролі
| Актор            | Роль  |
| ---------------- | ----- |
| Сильї Рейномо    | Тейл  |
| Ерленд Нервольд  | Елвіс |
| Йон Сігвей Скард | Лео   |
| Мортен Андресен  | -     |
| Роланд Астранд   | -     |
| Сунніва Лиен     | -     |

## Знімальна група
- Режисер — Александер Нордос
- Сценарист — Александер Нордос
- Продюсер — Бендик Хеггем Стренстад, Тор Фредерік Дрейер, Гудрун Гіддінгс
- Композитор — Раймонд Еноксен, Гейрмунд Симонсен